# Logàtom
Un logàtom és una sèrie de sons que corresponen a les regles fonològiques d'una llengua, però sense significació pròpia, és a dir, una o més síl·labes amb sons propis d'aquesta llengua, però sense sentit. És per tant una mena de vocable, una o més síl·labes amb sons propis d'aquesta llengua, pronunciable però sense significat.
Els logàtoms són útils per estudiar sons de manera sistemàtica i integrada. S'utilitzen en exercicis de discriminació auditiva per presentar els sons i també en exercicis pràctics de fonètica. Això ajuda a millorar la pronunciació i a aprendre a articular (o corregir) sons quan s'està aprenent o perfeccionant la llengua. Poden tenir altres aplicacions en la didàctica de la llengua. En el llibre Curs de pronunciació. Exercicis de correcció fonètica de M. Bau, M. Pujol i M. Rius aquesta eina es denomina «logòtom» (amb o). És una paraula que conté la forma prefixada logo- (paraula, discurs) i el sufix -tom (tall).

## Característiques
Els logàtoms es creen d'una de dues maneres. El primer mètode consisteix a canviar com a mínim una lletra en una paraula. El segon mètode utilitza diversos bigrams i trigrames i els combina. Ambdós mètodes avaluen certs criteris per comparar el logàtom amb una altra paraula real. Com més coincideixi un logàtom amb una paraula en termes de criteris, més forta serà la paraula.
Els logàtoms també s'anomenen de vegades paraules "wug" en el context d'experiments psicolingüístics. Això es deu al fet que wug [w.g] va ser una d'aquests primers logàtoms (en anglès) utilitzades per Jean Berko Gleason en els seus experiments de wug de 1958. Paraules com wug, que podrien haver estat una paraula perfectament acceptable en anglès, però no es deu a una bretxa accidental, es van presentar als nens. L'experimentador incitaria els nens a crear un plural per a wug, rebent wugs [w].gz] com a resposta col·lectiva. Els experiments van ser dissenyats per veure si la morfofonèmia anglesa seria aplicada pels nens a paraules noves. Van revelar que fins i tot a una edat molt primerenca, els nens ja han interioritzat moltes de les característiques complexes de la seva llengua.

## Estudis lingüístics
Experiments amb logàtoms han portat al descobriment de l'efecte logàtom, un fenomen en el qual les no paraules que són similars ortogràficament a les paraules reals donen lloc a més confusió, o "atacs i falses alarmes", que altres paraules reals que també són similars en ortografia.
El raonament darrere d'això se centra en el significat semàntic. La semàntica ajuda a diferenciar més ràpidament entre paraules que semblen similars, portant a la conclusió que l'efecte logàtom és causat per un procés basat en la familiaritat.
S'utilitzen sovint en estudis relacionats amb l'afàsia i altres dèficits cognitius. En particular, l'afàsia de Broca s'ha associat amb dificultats en el processament de logàtoms. En els estudis d'afàsia, sovint s'utilitzen per mesurar la freqüència de síl·laba fent que els pacients intentin pronunciar-los.
A més, els pacients amb dany de l'hemisferi esquerre tendeixen a tenir una dificultat significativament més gran per escriure logàtoms que els que tenen dany de l'hemisferi dret.  Aquest dèficit específic es coneix com l'efecte de lexicalitat.

## Logàtoms i comprensió lectora
En provar la capacitat dels lectors principiants, els logàtomss'utilitzen a causa de les seves característiques com a no-paraules pronunciables. Les persones amb discapacitat lectora tenen més dificultats per a pronunciar logàtoms. Com que els logàtoms es fan utilitzant síl·labes comunes, podria ser obvi que els problemes en pronunciar-les estarien connectats a problemes en pronunciar paraules reals. A partir d'aquests resultats, la fluïdesa de paraules sense sentit ara es considera un indicador bàsic d'alfabetització primerenca.
Una prova estandarditzada per als lectors inicials, Dynamic Indicators of Basic Early Literacy Skills (DIBELS), mostra puntuacions altes en la pronunciació de logàtoms que es correlacionen amb puntuacions altes en la lectura de paraules autèntiques. A causa d'aquestes troballes, sovint s'utilitzen logàtoms per entrenar els lectors primerencs per enfortir el seu coneixement morfològic.

## Literatura metasemàntica
Especialment present en l’àrea de la poesia, consisteix en l'ús, dins del text, d’aquest tipus de paraules.
L'exemple més famós de poesia metasemàntica és el poema Il Lonfo de Maraini. Se'l coneix sobretot per la recitació de Gigi Proietti l'any 2005, a la televisió, durant la transmissió de Renzo Arbore (Speciale per me - meno siamo meglio stiamo / Especial per a mi - com menys som, millor estem), així com per la seva recitació a l'episodi del 7 de febrer de 2007, el programa Parla con me (Talk to Me), dirigit a Rai 3 per Serena Dandini.

## Logàtoms en català
Exemples de logàtoms per practicar la essa sonora:
za zè zi zo zu izà azò uzà ezò uzè ézba ózna úzba anzà ulzó alzú